# Великий Шантар (метеостанція)
Великий Шанта́р (рос. Большой Шантар) — населений пункт без офіційного статусу у складі Тугуро-Чуміканського району Хабаровського краю, Росія. Знаходиться у міжселенній території Тугуро-Чуміканського району.
Стара назва — Шантар.

## Населення
Населення — 4 особи (2010; 7 у 2002).
Національний склад (станом на 2002 рік):
- росіяни — 100 %